# Karel Daněk

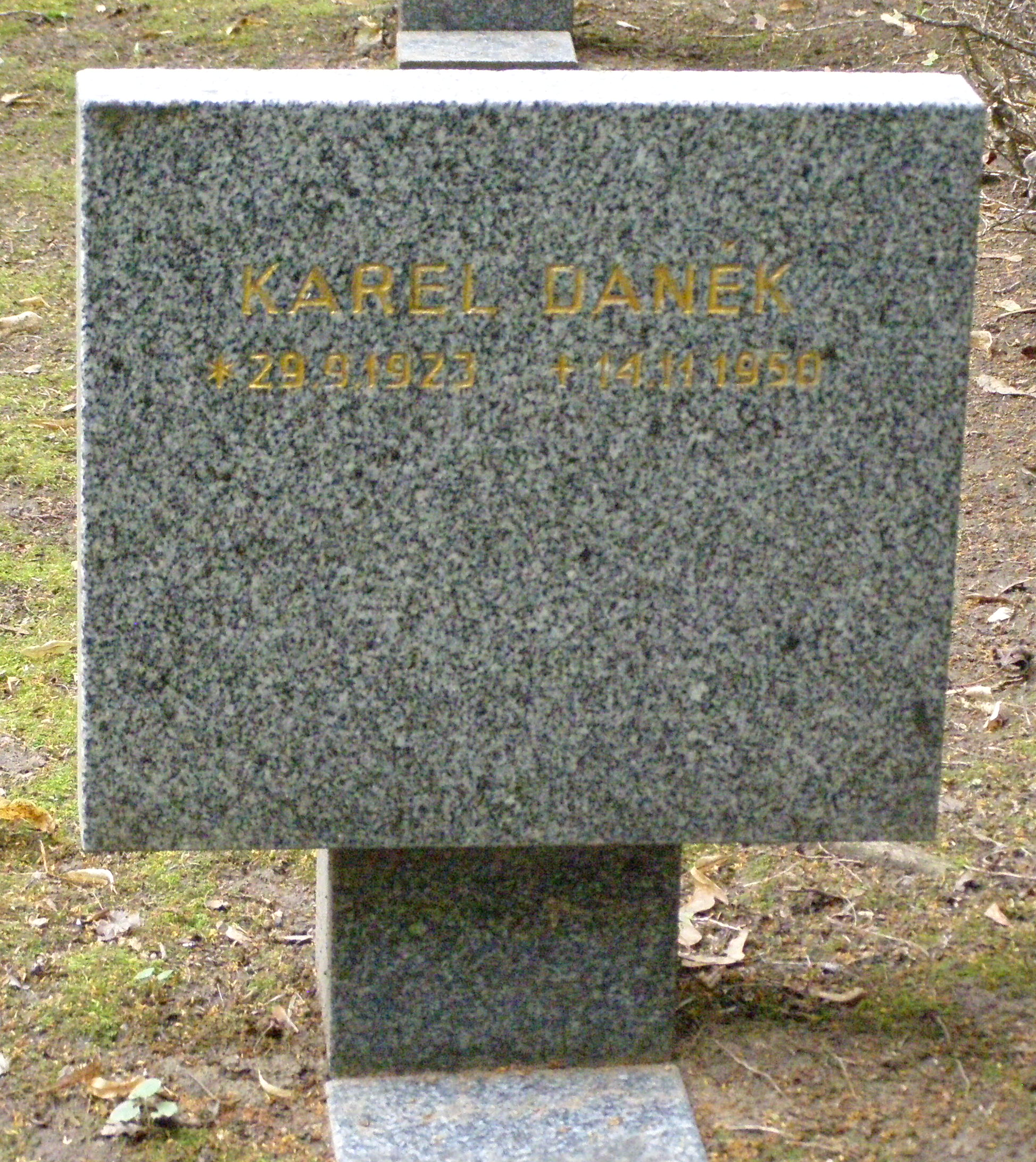
Symbolický hrob na Čestném pohřebišti popravených a umučených z padesátých let (III. odboj) na Ďáblickém hřbitově v Praze

Karel Daněk (29. září 1923 Karolín – 14. října 1950 Brno) byl český student a protikomunistický odbojář odsouzený komunistickým režimem k trestu smrti a v roce 1950 popraven.

## Životopis
Narodil se v roce 1923 v Karolíně na Kroměřížsku matce Marii. Jeho otec zemřel v mládí. Měl bratra Antonína, sestru Bohumilu a jednoho dalšího sourozence. Studoval na Stavební průmyslové škole v Brně. Během druhé světové války byl totálně nasazen v Německu, odkud se mu podařilo uprchnout. Posléze byl ovšem dopaden a poslán do pracovního tábora. Do března 1945 se poté skrýval. Na konci války se zároveň stal partyzánem, když vstoupil do 1. československé partyzánské brigády Jana Žižky. V tomtéž roce byl za ublížení na zdraví odsouzen ke čtrnáctidennímu trestu odnětí svobody po rvačce v hospodě.

### Po únoru 1948
Po únorovém převratu se stal v březnu 1949 členem protikomunistického odboje, přičemž byl členem odbojové skupiny Světlana. Do skupiny jej přitom přivedl jeho bývalý nadřízený v partyzánské brigádě Antonín Slabík, který jej po jeho zapojení pověřil vytvořením odbojové podskupiny na Kroměřížsku a jmenoval jej poručíkem. V rámci své odbojové činnosti pomáhal Daněk mimo jiné ukrývat členy skupiny. Od května 1949 se snažil o útěk do zahraničí. Agenti Státní bezpečnosti jej v červnu 1949 objevili v Brankovicích, odkud se mu při nastalé přestřelce podařilo uprchnout. Poté se skrýval v rodném Karolíně, asi měsíc před zatčením se pak ukrýval v Kvasicích, kde byl v říjnu 1949 zatčen. Za svou odbojovou činnost byl Státním soudem v Brně v dubnu 1950 za trestné činy velezrady, vyzvědačství a nedokonané vraždy odsouzen k trestu smrti. V květnu 1950 zamítl Nejvyšší soud jeho odvolání. Daněk ještě v červenci 1950 podal žádost o prezidentskou milost, která mu ovšem udělena nebyla. V říjnu 1950 tak byl popraven. Popraven byl i jeho bratra Antonín, který se do odboje rovněž zapojil, a se kterým Karel úzce spolupracoval.

#### Rehabilitace
Po sametové revoluci byl v září 1990 rehabilitován v souvislosti s trestnými činy velezrady a vyzvědačství. V květnu 1994 jej soud rehabilitoval i v případu nedokonané vraždy. Na pamětní desce připomínající oběti komunistického režimu ve Svatém Hostýně je uvedeno i jeho jméno.